# TOSLINK

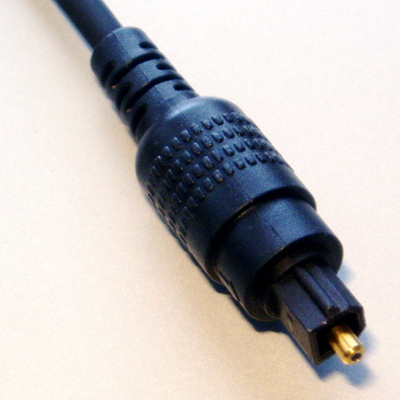
Een Toslinkstekker

Toslink (samenvoeging van Toshiba Link) is een gestandaardiseerd verbindingssysteem met optische vezel. Toslink is ook bekend als een "optische audiokabel" of "optische kabel", en wordt doorgaans gebruikt in audioapparatuur voor consumenten. Het verbindt een digitale audiostroom van cd-spelers, dvd-spelers, MiniDisc spelers, computers en moderne spelcomputers met een AV-receiver die het signaal kan decoderen naar PCM-audio of 5.1/7.1 surround sound.

## Geschiedenis
Oorspronkelijk bedacht Toshiba het Toslinksysteem als digitale geluidsverbinding. De softwarelaag is gebaseerd op S/PDIF, maar de hardwarelaag gebruikt een optische vezel voor overdracht, in plaats van de elektrische koperverbinding van S/PDIF. Toslink werd door andere fabrikanten snel aangenomen en is terug te vinden in diverse dvd- en blu-ray-spelers, televisieontvangers, versterkers en spelcomputers, om hiermee de digitale audiostroom te verbinden met Dolby Digital/DTS-decoders.
De officiële naam voor de Toslinkstandaard is EIAJ optical (Electrical Industries Association of Japan).

## Ontwerp
Toslinkkabels zijn vaak beperkt tot 5 meter lengte, met een technisch maximum tot 10 meter, voor een betrouwbare overdracht zonder het gebruik van een signaalversterker.

### Mini-Toslink

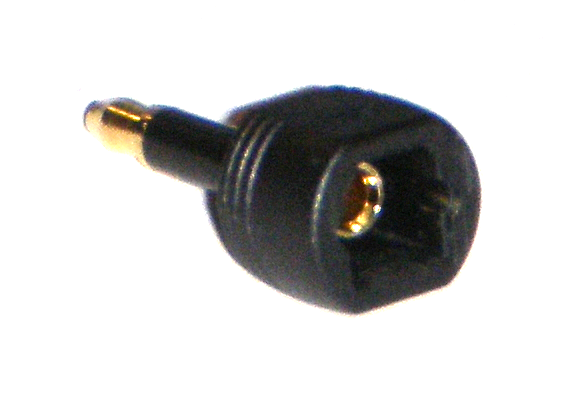
Mini-Toslink naar Toslink adapter

Mini-Toslink is een optische connector, kleiner dan de standaard Toslinkstekker. De stekker heeft vrijwel dezelfde grootte en vorm als de veelgebruikte 3,5mm-jack. Er zijn adapters verkrijgbaar om een Toslinkstekker te verbinden met een mini-Toslinkaansluiting. Er zijn ook hybride aansluitingen die zowel een analoge 3,5mm-jack als een digitale mini-Toslink accepteren. Deze hybride aansluitingen zijn meestal terug te vinden in laptops en MiniDisc Walkmans.